# 周传基
周传基（1925年3月12日—2017年4月3日）山东单县人，生于北京。电影专家，北京电影学院退休教授。

## 简历
周传基早年曾参加中国远征军。1950年，自山东大学文学院外国文学系毕业，获得英国文学学士学位。1954年至1958年，在文化部电影局艺术委员会《电影艺术译丛》编辑室从事翻译工作。被打成右派之后，自1958年至1976年，在中国电影工作者协会外国电影研究室担任资料员。1976年，调往北京电影学院图书馆任资料员。1981年起，先后在北京电影学院录音系、文学系、研究生班及各类进修班等授课。1987年，任北京电影学院教授。
周传基先后开设的课程有《电影声音构成》、《影片分析》、《世界电影史》、《好莱坞电影》、《视听语言》等。周传基还先后担任北京广播学院、华北广播电视干部管理学院、吉林艺术学院、云南艺术学院、上海大学、北京师范大学艺术系等校客座教授。
周传基1983年任第一届电视飞天奖评委。1986年，任电视广告奖评委。1986年，任无锡国际旅游电影节评委。1988年，任电影电视技术委员会录音奖评委。1993年，任东三省电视剧评选奖评委。1995年，周传基参加中国中央电视台专题部为纪念电影诞生一百周年制作的30分钟专题讲座《科学与电影艺术》。
1981年，周传基任澳大利亚悉尼国际电影电视学校联合会年会代表。1984年，担任瑞典斯德哥尔摩国际电影电视学校联合会年会代表。1984年，考察法国、德国、丹麦的电影学校。1984年，考察美国南加州大学等大学的电影系，并且参加了加州大学洛杉矶分校电影系博士生班、北岑加州大学历史系研究所讲座。1986年，考察德国、法国高等电影学校，并且参加了慕尼黑电影电视学校讲座。1993年，周传基担任夏威夷国际电影节评委。1994年，周传基为夏威夷大学暑期班讲课。1995年，任夏威夷国际电影节“张艺谋影片回顾展”特邀嘉宾。1995年，周传基为旧金山大学讲电影公共课。
周传基曾获北京电影学院第一届“金烛奖”，被编入《中国普通高等学校教授人名录》。
周传基晚年移居美国。2017年4月3日（北京时间4月4日凌晨），周传基在美国芝加哥因肝癌病逝，享年92岁。

## 著作
周传基的著作及译作很多，总字数约600万字。主要专著及百科全书条目有：
- 周传基，电影电视广播中的声音，电影出版社，1992年
- 周传基，中国大百科全书·电影卷·“声音”辞条[1]

## 家庭
- 父：周钟岐
- 母：沈葆德
- 弟：周传钧
- 前妻：杨洁